# Dunavți, Bulgaria
Dunavți (în bulgară Дунавци) este un oraș în comuna Vidin, regiunea Vidin,  Bulgaria. 

## Demografie
Componența etnică a orașului Dunavți
     Nicio identificare (3,28%)
     Bulgari (86,51%)
     Romi (10,07%)
     Turci (0%)
     Altele (0,13%)
La recensământul din 2011, populația orașului Dunavți era de 2.254 locuitori. Din punct de vedere etnic, majoritatea locuitorilor (86,51%) erau bulgari, cu o minoritate de romi (10,07%). Pentru 3,28% din locuitori nu este cunoscută apartenența etnică.